# Álvaro Molina
Álvaro Molina Fuentes (Huétor Vega, Andalucía, 20 de julio de 1976) es un expiloto de motociclismo español.

## Biografía
Molina empieza su carrera en 1991 en diversos campeonatos regionales, ganando trofeos en Castilla-La Mancha y Andalucía, y también acaba en primer puesto en la Coppa Gilera del 1993 y en la categoría de 125cc del Campeonato de España de Velocidad en 1997.
Del 1995 al 1998 participó en el campeonato europeo, en 125cc durante cuatro temporadas y en 250cc del 1999 al 2007. In este ámbito conquistó 6 títulos europeos, de los cuales 5 fueron consecutivos: el primero en 2002, con una Yamaha y con la Aprilia los títulos del 2004, al 2008.
Debutó en el Mundial de Motociclismo desde 1996 hasta 2007. Debutó con una wildcard participando principalmente en el Gran Premio de España. En 1999 da el salto a 250cc con una TSR-Honda en el 2000, con una Yamaha y con una Aprilia en el 2003. En total, ha participado en 35 participaciones en el Mundial, puntuando en tres ocasiones.
En 2009 participa en la clase Superstock del Campeonato Mundial de Resistencia con una Kawasaki, acabando en séptimo puesto en la clasificación general, mientras que en 2010 y 2011 con una BMW, concluyendo en la tercera y quinta plaza respectivamente.

## Resultados en el Campeonato del Mundo
Sistema de puntuación desde 1969 hasta 1987:
| Posición | 1.º | 2.º | 3.º | 4.º | 5.º | 6.º | 7.º | 8.º | 9.º | 10.º |
| Puntos   | 15  | 12  | 10  | 8   | 6   | 5   | 4   | 3   | 2   | 1    |

### Carreras por año
(Carreras en negrita indica pole position, carreras en cursiva indica vuelta rápida)
| Año  | Cat.  | Equipo  | Moto    | 1       | 2       | 3       | 4      | 5       | 6       | 7      | 8      | 9       | 10     | 11      | 12      | 13    | 14    | 15      | 16     | Pts. | Pos. |
| ---- | ----- | ------- | ------- | ------- | ------- | ------- | ------ | ------- | ------- | ------ | ------ | ------- | ------ | ------- | ------- | ----- | ----- | ------- | ------ | ---- | ---- |
| 1996 | 125cc | Honda   | MAL -   | INA -   | JPN -   | SPA Ret | ITA -  | FRA -   | NED -   | GER -  | GBR -  | AUT -   | CZE -  | IMO -   | CAT -   | BRA - | AUS - |         |        | 0    | -    |
| 1997 | 125cc | Honda   | MAL -   | JPN -   | SPA Ret | ITA -   | AUT -  | FRA -   | NED -   | IMO -  | GER -  | BRA -   | GBR -  | CZE -   | CAT 15  | INA - | AUS - |         |        | 1    | 31.º |
| 1998 | 125cc | Honda   | JPN -   | MAL -   | SPA Ret | ITA -   | FRA -  | MAD 13  | NED -   | GBR -  | GER -  | CZE -   | IMO -  | CAT 25  | AUS -   | ARG - |       |         |        | 3    | 27.º |
| 1999 | 250cc | Honda   | MAL -   | JPN -   | SPA 21  | FRA -   | ITA -  | CAT Ret | NED -   | GBR -  | GER -  | CZE -   | IMO -  | VAL Ret | AUS -   | RSA - | RIO - | ARG -   |        | 0    | -    |
| 2000 | 250cc | TSR     | RSA -   | MAL -   | JPN -   | SPA -   | FRA -  | ITA -   | CAT Ret | NED -  | GBR -  | GER -   | CZE -  | POR 19  | VAL Ret | RIO - | PAC - | AUS -   |        | 0    | -    |
| 2001 | 250cc | Yamaha  | JPN -   | RSA -   | SPA 22  | FRA -   | ITA -  | CAT 24  | NED -   | GBR -  | GER -  | CZE -   | POR -  | VAL 20  | PAC -   | AUS - | MAL - | RIO -   |        | 0    | -    |
| 2003 | 250cc | Aprilia | JPN -   | RSA -   | SPA 19  | FRA -   | ITA -  | CAT -   | NED -   | GBR -  | GER -  | CZE -   | POR 19 | RIO -   | PAC -   | MAL - | AUS - | VAL 16  |        | 0    | -    |
| 2004 | 250cc | Aprilia | RSA -   | SPA Ret | FRA -   | ITA -   | CAT -  | NED -   | RIO -   | GER -  | GBR -  | CZE -   | POR -  | JPN -   | QAT -   | MAL - | AUS - | VAL 16  |        | 0    | -    |
| 2005 | 250cc | Aprilia | SPA Ret | POR Ret | CHN -   | FRA -   | ITA 16 | CAT -   | NED -   | GBR 18 | GER 19 | CZE 20  | JPN -  | MAL -   | QAT -   | AUS - | TUR - | VAL Ret |        | 0    | -    |
| 2006 | 250cc | Aprilia | SPA 14  | QAT -   | TUR -   | CHN -   | FRA 20 | ITA -   | CAT -   | NED -  | GBR -  | GER -   | CZE -  | MAL -   | AUS -   | JPN - | POR - | VAL 17  |        | 2    | 34.º |
| 2007 | 250cc | Aprilia | QAT -   | SPA Ret | TUR -   | CHN -   | FRA -  | ITA -   | CAT 23  | GBR -  | NED -  | GER Ret | CZE -  | RSM -   | POR 16  | JPN - | AUS - | MAL -   | VAL 22 | 0    | -    |